# Santa María de Ipire (khu tự quản)
Santa María de Ipire là một khu tự quản thuộc bang Guárico, Venezuela. Thủ phủ của khu tự quản Santa María de Ipire đóng tại Santa Maria de Ipire. Khự tự quản Santa María de Ipire có diện tích 4549 km2, dân số theo điều tra dân số ngày 21 tháng 10 năm 2001 là 11402 người.